# Aurelio Celedón Palma
Aurelio Celedón Palma (Tomé, Chile, 1902-1996) fue un aviador chileno, Comandante en jefe de la Fuerza Aérea de Chile, entre 1947 y 1952.

## Biografía
Fue hijo del agricultor y político chileno Aurelio Celedón Sajord. A los seis años emigró a la ciudad de Chillán junto a sus padres, iniciando sus estudios en el Colegio Seminario de Chillán y el Liceo de Hombres de Chillán.
En 1917, ingresó a la Escuela Militar del Libertador Bernardo O'Higgins, y en 1920 inició su carrera en el Ejército de Chile. Seis años más tarde, ingresa a la Escuela de Aviación del Capitán Manuel Ávalos Prado. Para 1930, se convierte en el primer piloto que vuela un planeador en Chile. En 1946 fue Comandante de Grupo en la Comandancia General de la Guarnición Área de Santiago.
Dentro de su labor como Comandante en Jefe de la Fuerza Aérea de Chile, se encargó de conectar vía aérea a la Base Presidente Gabriel González Videla en la Antártida Chilena, de la realización del primer vuelo a Hanga Roa, Rapa Nui, y de realizar las gestiones de compra del primer avión presidencial, cual sería un DC-3 apodado "El Canela" que sería utilizado hasta 1972, por Salvador Allende.
Como homenaje, un islote en la Antártida ha recibido el nombre de Islote Celedón, y una calle en el Aeropuerto Internacional Arturo Merino Benítez de Santiago de Chile, lleva el nombre de Calle Aurelio Celedón Palma.